# Вовчинецька вулиця
Вулиця Вовчине́цька — одна із головних вулиць в Івано-Франківську, що веде від вулиці Василіянок, повз Привокзальну площу до села Вовчинець. Простягається вздовж районів міста — Гірка та Софіївка.

## З історії вулиці
Одна із найдавніших вулиць,— давніша від самого Станиславова. Вона з'єднувала с. Заболоття, на землях якого виник Станіславів, та с. Вовчинець. Тоді вона була звичайною польовою дорогою.
Історична назва вулиці такою і є — Вовчинецька.
Як вулиця, вона росла у довжину в три етапи:

- І. В XIX ст. вона доходила до залізниці та була в межах Заболотівського передмістя.
- ІІ. У 1925 р. після приєднання Княгинина-Гірки до міста вулиця простяглася до нинішньої Коломийської вулиці.
- ІІІ. Після того, як село Вовчинець увійшло до складу міської ради в 1983 р. дістала продовження до центру села.

З проведенням залізниці Львів-Чернівці і Львів-Вороненка виникло багато незручностей для мешканців, траплялися часті аварії.
Справу навіть довелося розглядати сейму Галичини у Львові, який і виніс ухвалу про будову тунелю. Яскраву промову на його засіданні 17 жовтня 1907 р. виголосив депутат від Станиславівщини Йосип Гурик. Так був споруджений у 1907 р. міст-тунель під коліями залізниці, що і досі виконує свою роль транспортної розв'язки.
Після того, принаймні протягом двох десятиліть, вулиця називалася Начельною, або з польської — Чільна (Головна). Пізніше їй повернули звичну назву, яка зберігалася деякий час і за радянської влади.
Одразу за тунелем на кошти місцевих залізничників була побудована церква Святого Йосифа Обручника.
У 1925–1938 роках відбувалася будова римо-католицького костелу в модерному стилі (за участю фінансування від уряду міста, парафіян і вірян), який пізніше у незакінченому вигляді в післявоєнний час використовувався як складські приміщення облкниготоргу.
В 1961–1993 рр. вулиця мала назву Юрія Гагаріна.
З кінця 1960-х років почалася масова забудова мікрорайону по вул. Вовчинецькій, що триває й досі.
У березні 1991 вулиці повернули давню назву.

## Будівлі
№ 54. 

(1912) Церква Святого Йосифа Обручника
№ 77. 

Одноповерховий будинок, в якому у родині сестри по ув'язненню Мирослави Антонович прожила останні 10 років свого життя письменниця О. Дучимінська (1983–1988).
№ 92. 

Костел Христа Царя (модерний стиль, архітектор — С. Треля)
№ 103. 

(1901) Середня школа № 16, колишня школа ім. Св. Алоїза і Конопніцької.                                                                       